# 胡承道
胡承道（？年—？年），字中允，湖南岳州府華容縣人，由乙卯科舉人南充縣東觀塲鹽大使，乾隆二十一年署四川順慶府岳池縣典史。是一位政治人物，明清時曾在四川順慶府岳池縣（位於今四川東北部，武周萬歲通天二年分南充、相如二縣置，是一個千年古縣）擔任官吏。